# 長窪城
長窪城（ながくぼじょう）は、長野県小県郡長和町長久保にあった日本の城。長和町指定史跡。

## 概要
室町時代の応永年間に、大井氏、または芦田氏（依田氏）によって築かれたといわれている。
大井氏一族が長窪氏を名乗り、城主となった。戦国時代の天文12年（1543年）、甲斐の武田晴信（信玄）の軍に攻められた。相木昌朝や芦田信守が内応したため、城主の大井貞隆は降伏した。
武田氏の支配となった長窪城は、武田氏が北信濃に進出するための重要な拠点となった。
信玄が長窪城に着陣し、東・北信濃を攻略したのは、天文17年（1548年)の上田原の戦い・天文19年（1550年）の砥石城（戸石城）攻略・天文22年（1553年）和田城、高鳥屋城、塩田城の攻略と3回あったようである。
天正10年（1582年）武田氏が滅亡すると、小県郡は真田昌幸の領地となり、天正11年（1583年）昌幸が上田城を築くと、長窪城は廃城となった。